# Nomada utahensis
Nomada utahensis là một loài Hymenoptera trong họ Apidae. Loài này được Moalif mô tả khoa học năm 1988.